# Три модели СМИ и политики
Три модели СМИ и политики (Comparing Media Systems: Three Models of Media and Politics) — это система сравнения медиасистем, описанная в книге Даниэля Халлина и Паоло Манчини «Сравнение медийных систем. Три модели СМИ и политики». Система основана на сравнении отношений медиа и государства в разных европейских странах.
Авторы рассматривают три модели медийных систем:
- североатлантическую, или либеральную модель (для Великобритании, Ирландии, Канады и Соединенных Штатов Америки)
- североевропейскую, или демократическую корпоративистскую модель (в Австрии, Бельгии, Дании, Финляндии, Германии, Нидерландах, Норвегии, Швеции, Швейцарии)
- средиземноморскую, или поляризованную плюралистическую модель (во Франции, Греции, Италии, Португалии, Испании).

Для анализа социальных и политических контекстов авторы книги предложили использовать «четыре главных измерения, в соответствии с которыми могут успешно сравниваться медийные системы Западной Европы и Северной Америки»:
1) развитие медийных рынков;
2) политический параллелизм;
3) развитие журналистского профессионализма;
4) степень и характер вмешательства государства в медийные системы.

## Возникновение системы
В «Предисловии» к книге её авторы отмечали, что среди их предшественников можно назвать Ф. Сиберта, Т. Петерсона и У. Шрамма как создателей четырёх теорий печати, признавших зависимость медиа от идеологического воздействия на них политических систем, но не учитывавших все возможности влияния медиа на эти системы, так как они «фактически не анализировали эмпирические отношения между медийными и социальными системами».
Халлин и Манчини предложили расширить границы и объём сравнительного анализа медийных систем путем «усовершенствования концептуального аппарата», чтобы не довольствоваться изучением одних и тех же объектов и сравнивать их с другими.
Е. Л. Вартанова пишет об отличиях в описании медиасистем у Сиберта, Петерсона и Шрамма и у Халлина и Манчини: «Но все-таки в одном из своих базовых положений Д. Халин и П. Манчини расходятся с авторами „Четырех теорий прессы“: по их мнению, Сиберт, Шрам, Питерсон слишком однозначно выступают в пользу того, что главная переменная при описании медиасистем — это „система социального контроля“, которую СМИ отражают. Не только и не столько система социального контроля, сколько комплекс параметров социально-культурного характера, наложенный поверх общих матриц социального развития, определяет направления и особенности развития СМИ»..

## Модели СМИ и политики
После общей характеристики основных концепций и терминов, необходимых для выделения трех моделей медиа и политики, авторы книги переходят к их конкретному сравнительному анализу. Его цель — концептуальное обоснование сходства и различий между этими моделями, выражающихся в том, что в либеральных странах медиа находятся ближе к миру бизнеса и дальше от мира политики. В поляризованных плюралистических системах они относительно прочно объединены с миром политики, тогда как в демократических корпоративистских странах медиа имеют сильные связи с миром политики и экономики, хотя и со значительным сдвигом в сторону от политических связей, особенно в последние годы.

### Средиземноморская модель
- сильное влияние государства на СМИ
- в приоритете политическое освещение
- медиа субсидируются государством (самые высокие уровни субсидирования — Португалия)
- слабый профессионализм журналистов
- ориентация на элиту общества
- отсутствие мониторинга СМИ
- журналистика мнений, а не фактов
- ориентация на мужскую аудиторию
- ТВ — основное СМИ
- плохо развиты коммерческие СМИ
- поздняя демократизация общества
- организационный плюрализм (интересы групп)
- слабо развита национально-легальная власть

### Североевропейская модель
- политический плюрализм
- свобода прессы обусловлена исторически
- вмешательство государства регулируется законом
- высокие тиражи печатных изданий
- мужская и женская аудитория равномерны
- исторически сильное влияние партий
- высокий профессионализм журналистов
- ориентация не на элиту
- ранняя демократизация общества
- страны объединены протестантской реформацией
- разделение по языкам
- рационально-легальная власть

### Североатлантическая модель
- коммерческая ориентация прессы
- средние тиражи газет
- журналистика новостей, а не мнений
- высокий профессионализм журналистов, не институциональное регулирование
- низкая степень вмешательства государства
- СМИ зависят от рекламы
- нет субсидий государства
- массовость, ориентация на средний класс аудитории
- политическая нейтральность
- пресса — не национальное СМИ
- ранняя демократизация общества
- умеренный плюрализм во власти
- важны интересы личности (индивидуальный плюрализм)
- либерализм власти
- нет острой борьбы государства и оппозиции, поэтому СМИ не политически ориентированы

## Актуальность
Е. Л. Вартанова пишет: «Эта книга, как и „Четыре теории прессы“ в свое время, тоже вызвала немалые споры и разнообразные отклики — от восторга и одобрения авторов за современную попытку сравнительного изучения наиболее известных медиасистем „западного“ мира до отторжения и упреков в использовании устаревшей парадигмы. Несмотря на это разнообразие откликов, одно стало ясно: потребность в использовании метода моделирования применительно к системам СМИ и потребность в сравнительном анализе медиамоделей велика, и потому любая попытка такого интегрированного подхода, вне зависимости от личного отношения к ней самих исследователей, вызывает немедленную реакцию».
Паоло Манчини делает прогноз: «Благодаря глобализации весь мир становится гомогенным, во всех странах устанавливается одна и та же модель экономики, которая независима от политических партий, и журналистика везде движется к либеральной модели. Наши исследования показали, что ещё 50 лет назад медиасистемы были очень различны во всех странах, но по сравнению даже с 60—70 годами прошлого века все эти различия сейчас значительно ослаблены. Даже такая страна, как Япония, постепенно усваивает либеральную модель СМИ».

## Критика
К. Спаркс пишет, что нормативность (ориентация на так называемый «демократический вектор развития» журналистики, а не на оценку её качеств независимо от политических ролей) книги Хэллина и Манчини приводит к фундаментальным искажениям задачи таких исследований. Спаркс называет три ошибки этой работы — «постановка политики в привилегированное положение, предположение о том, что сравнение легитимно, и коллапс сравнения из-за различий».